# 第10屆威尼斯影展
第10届威尼斯影展於1949年8月11日至9月1日舉辦。威尼斯影展固定在麗都威尼斯電影宮舉行。最佳電影稱「聖馬可的翼獅」（而並非威尼斯國際大獎），該名字維持到1953年，之後才固定為金獅獎。

## 評審團
- 馬里奧·格羅莫（英语：Mario Gromo）[3]
- 埃曼诺·孔蒂尼 （页面存档备份，存于）
- 艾米利奥·拉瓦尼奧
- 詹尼諾·瑪瑞斯卡爾奇
- 阿爾多·帕拉茲世 （页面存档备份，存于）
- 皮耶罗·林约尼 （页面存档备份，存于）
- 吉安·盧基·隆迪（英语：Gian Luigi Rondi）
- 吉诺·维森蒂尼 （页面存档备份，存于）
- 賽薩·薩瓦提尼（英语：Cesare Zavattini）

## 競賽電影
| 中文片名       | 原文片名             | 導演              | 製作國 |
| -------------- | -------------------- | ----------------- | ------ |
| 《记忆之中》   | Aux yeux du souvenir | 讓·德拉努瓦       | 法國   |
| 《奪得錦標歸》 | Champion             | 麥克·洛遜         | 美国   |
| 《情婦瑪儂》   | Manon                | 亨利-喬治·克魯佐  | 法國   |
| 《柏林叙事曲》 | Berliner Ballade     | 羅伯特·A·施特姆勒 | 德国   |
| 《沼泽的蓝天》 | Cielo sulla palude   | 奥古斯托·吉尼那   | 義大利 |
| 《伊娃》       | Eva                  | 莫蘭德·古斯塔夫   | 瑞典   |
| 《心聲淚影》   | Johnny Belinda       | 讓·尼古萊斯科     | 美国   |

## 獎項
- 金獅獎 
  - 《情婦瑪儂（英语：Manon (film)）》[4]
- 最佳義大利電影
  - 《沼泽的蓝天（英语：Heaven Over the Marshes）》
- 沃爾庇杯
  - 最佳男演員：约瑟夫·科顿 《珍妮的畫像（英语：Portrait of Jennie）》
  - 最佳女演員：奥丽维亚·德哈维兰 《蛇穴》
  - 最佳導演：奧古斯托·傑尼納（英语：Augusto Genina） 《沼泽的蓝天（英语：Heaven Over the Marshes）》
  - 最佳原創劇本：賈克·大地 《节日（英语：Jour de fête）》
  - 最佳攝影：蓋布爾·費加洛（英语：Gabriel Figueroa） 《不被愛的女人（英语：The Unloved Woman (1949 film)）》
  - 最佳藝術指導：威廉·克爾納（英语：William Kellner） 《仁心与冠冕》
- 國際獎
  - 羅伯特·A·施特姆勒（英语：Robert A. Stemmle） 《柏林叙事曲（英语：The Berliner (film)）》
  - 西德尼·梅耶爾斯（英语：Sidney Meyers） 《沉默的人（英语：The Quiet One (film)）》
  - 阿納托爾·利特瓦克（英语：Anatole Litvak） 《蛇穴》
- OICI獎：奥古斯托·吉尼那（英语：Augusto Genina） 《沼泽的蓝天（英语：Heaven Over the Marshes）》

## 外部鏈接
- 官方网站
- IMDb1949年威尼斯影展獎項 （页面存档备份，存于）